# Finché morte non ci separi (serie televisiva)
Finché morte non ci separi ('Til Death Do Us Part) è una serie televisiva statunitense nata dalla creatività del regista John Waters, interprete e narratore all'interno della serie. Le storie sono raccontate con un umorismo tagliente e sono al limite del surreale. Si raccontano una catena di omicidi tratti da fatti di cronaca e di fantasia, in cui i protagonisti sono delle coppie sposate. Ogni episodio termina con l'uccisione di uno dei due consorti.

## Descrizione
Negli Stati Uniti ha riscosso successo dopo la messa in onda su Court Tv (poi divenuta la truTV) mentre in Italia è stata proposta da Fox Crime nel 2008 e nel 2010. La puntata pilota è stata trasmessa per la prima volta proprio a San Valentino, il 14 febbraio 2008  e nel 2010 il termine della trasmissione è fissato per il 9 luglio 2010 . Della serie fa parte una sola stagione formata da 13 episodi, ciascuno dei quali dalla durata di 30 minuti circa.

## Trama
Le storie narrate sono ispirate da veri casi giudiziari e prendono anche spunto dai telefilm di Alfred Hitchcock, in onda negli anni sessanta e ottanta. La serie è interamente costruita sullo stile "Noir", il cattivo gusto delle storie attraversa il campo della narrazione giallo, trash e comico. Ogni episodio racconta l'"omicidio perfetto" ma che inevitabilmente viene smascherato.

### Episodio pilota
Nel primo episodio, Delitto nella camera ardente, i protagonisti sono il titolare di una ditta di pompe funebri e sua moglie, una bella donna ma con forti problemi di autostima. Grazie all'aiuto del suo datore di lavoro, un uomo dotato di grande fascino e carisma, la donna segue un percorso evolutivo che la porta a diventare emancipata e sicura di sé. Il responsabile della donna la convince che l'unico ostacolo ad una loro relazione è il marito che va quindi eliminato. La puntata termina con il ribaldamento dei ruoli, il marito da vittima diventa il carnefice della moglie .

## Episodi
| nº | Titolo italiano                 |
| -- | ------------------------------- |
| 1  | Il delitto nella camera ardente |
| 2  | Promesse mancate                |
| 3  | Omicidio sull'aereo             |
| 4  | Un marito di troppo             |
| 5  | Il vizio del gioco              |
| 6  | Prova schiacciante              |
| 7  | Ridi, Pagliaccio                |
| 8  | Scheletri nell'armadio          |
| 9  | Omicidio nella palude           |
| 10 | Sogni proibiti                  |
| 11 | La famiglia perfetta            |
| 12 | Rivali                          |
| 13 | Omicidio di Natale              |